# 7.62 × 51 mm NATO

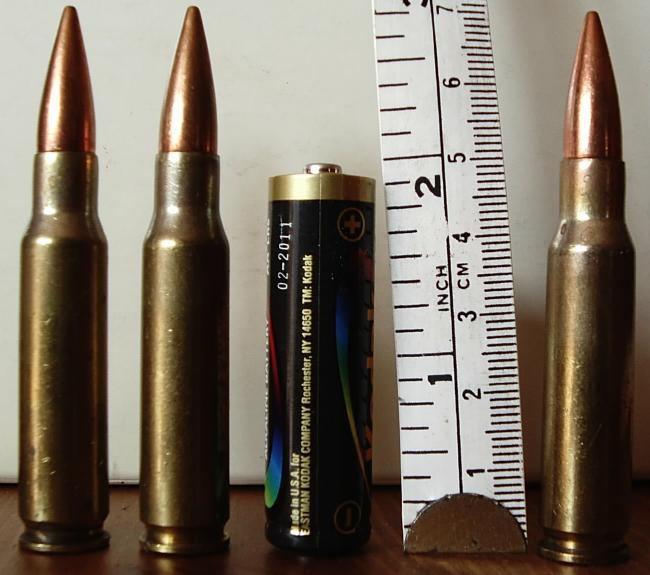
AA 건전지와의 비교

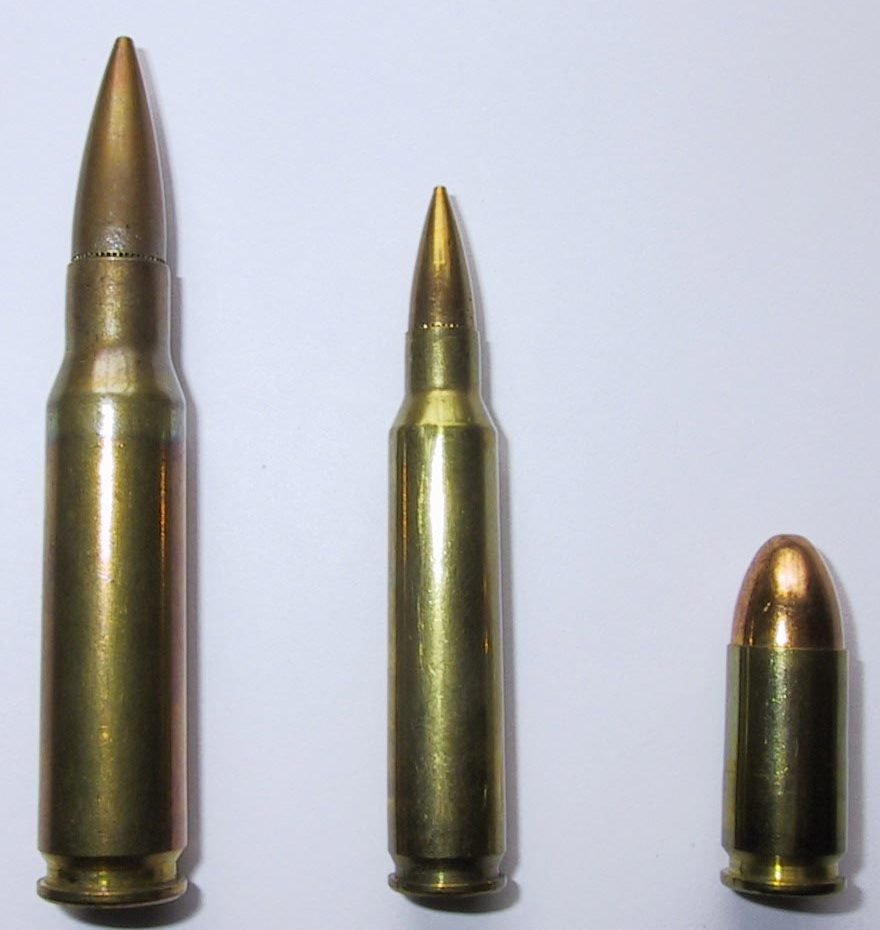
NATO탄 비교. 좌측부터 7.62 × 51 mm NATO, 5.56 × 45 mm NATO, 9 × 19 mm NATO

7.62 × 51 mm NATO탄은 NATO 군의 표준 소총탄이다. 민간에 판매되는 .308 윈체스터와 거의 동일하다. 1950년대 미국에 의해 첫 선을 보였다.
"5.56 × 45 mm NATO"에 비해 관통력과 사거리가 우수하여 주로 저격총과 다목적 기관총 계열 화기의 탄약이기도 하다.

## 역사
제2차 세계 대전 말기 기존의 소총탄보다 약한 7.92 x 33 mm 탄을 사용하는 독일군의 돌격소총 StG44는 소련군 교리에 상당한 영향을 끼쳤다. 제2차 세계 대전의 경험을 바탕으로 소련군은 돌격소총 개념을 받아들여 기존의 소총탄보다 약한 7.62 × 39 mm 탄과 이를 사용하는 AK-47을 개발하여 보급한다.
영국 또한 비슷한 개념의 .280 브리티시 탄을 개발하여 미국에 제안하나, 보수적인 미군부는 이러한 돌격소총 개념을 받아들이지 않는다. 미국은 기존 .30-06 스프링필드 탄의 길이를 약간 줄여 자동 화기에 적합한 7.62 × 51 mm 탄을 NATO의 표준탄으로서 제출하였다. 표준탄으로서 7.62 × 51 mm 탄약이 선택되자, NATO의 회원국가들은 자국의 주력 소총의 구경을 조정하거나 아예 탄약을 효과적으로 쓸 수 있도록 새로이 설계를 하여 채용하였다.
베트남 전쟁에서의 전투는 지형의 특성상, 넓은 개활지는 드물고 험난한 계곡과 정글이 대부분이었다. 이러한 환경에서의 상호간의 피아식별은 어려웠고, 근접전투(CQB)가 주를 이루어 신속한 대처가 요구되었다. 미군의 주력 소총인 M14은 무겁고 길기 때문에 근접전에 불리하였다. 탄약인 7.62 mm도 무겁고 부피가 커서 많은 양을 휴대하기 힘들었으며, 반동이 심했다.
1960년대말, 미국 공군은 기지방어를 위해 .223 레밍턴탄을 사용하는 AR-15를 채용하였고, 성능에 만족하게 된다. 국방장관 로버트 맥나마라의 결정에 의해 미국 육군은 M14를 대체하여 M16 소총을 개량한 XM16E1을 전군에 지급하기 시작하였다. M14는 미국 역사상 가장 짧은 채용기간을 가진 소총이 되었다.
이 일은 미국을 포함한 NATO회원국가들로 하여금 또다시 예산을 들여, 각 국가들의 7.62 mm 제식소총들을 5.56 mm 구경의 소총으로 대체하게 만들었다. 그러나 독일 헤클러&코흐사의 G3와 같이 성능이 뛰어난 화기의 경우, 몇몇 국가에서 계속 쓰이고 있다. M60 기관총 및 M240 기관총과 같은 다목적 기관총은 계속적으로 7.62 × 51 mm NATO 탄을 사용한다.
1993년 미국이 소말리아에서 손을 떼게 된 소말리아 전투로 인해 5.56 × 45 mm NATO 탄의 저지력 논란이 다시 수면 위로 떠올랐다. 5.56mm 신형 탄약(Green Tip)은 마약에 취한 민병대의 몸을 단순히 관통할 뿐, 인체에 저지력(stopping power)를 전해주지 못했던 것이다. 당시 전투에 참가한 태스크포스 레인저의 대원들의 증언에 따르면 4~5발을 맞고도 일어서서 사격을 가했다고 한다.

## 사용하는 화기 목록

### 소총
- FN FAL
- FN SCAR-H
- AR-10
- HK417
- M14 소총
- M14 EBR
- 일본 64식 소총
- 헤클러&코흐 G3

### 저격총
- L42A1
- L96A1
- M21 저격총
- M24 SWS
- M40 저격총
- 헤클러&코흐 PSG1
- 헤클러&코흐 MSG90
- 레밍턴 M700
- 윈체스터 M70
- WA2000
- SV-98
- K14 소총

### 기관총
- M60 기관총
- FN MAG
- M240 기관총
- M134 미니건
- MG3
- Mk.48 기관총
- Negev NG7

## 같이 보기
- 탄알
- NATO탄
- 5.56 × 45 mm NATO